# Hemilepidotus papilio
Hemilepidotus papilio és una espècie de peix pertanyent a la família dels còtids.

## Descripció
- Fa 30 cm de llargària màxima.[5][6]

## Hàbitat
És un peix marí, demersal i de clima temperat que viu entre 4 i 320 m de fondària.

## Distribució geogràfica
Es troba al mar dels Txuktxis i des de Hokkaido (el Japó) i el mar d'Okhotsk fins a l'illa de Buldir (illes Aleutianes).

## Observacions
És inofensiu per als humans.